# Stellagyris
Stellagyris là một chi bướm đêm thuộc họ Noctuidae.